# Midiã Noelle
Midiã Noelle Santos de Santana (Salvador, 11 de fevereiro de 1988), é uma jornalista, ativista e pesquisadora brasileira. É mestra em Cultura e Sociedade pela Universidade Federal da Bahia (UFBA) e autora do livro Comunicação Antirracista: Um Guia para se Comunicar com Todas as Pessoas, em Todos os Lugares, publicado pela Editora Planeta.

## Biografia
Criada no bairro da Liberdade, em Salvador, Midiã cursou Comunicação Social com ênfase em Jornalismo na antiga Faculdade Social da Bahia (atual Universidade Social da Bahia), como estudante bolsista. Ao longo de sua trajetória, atuou em veículos de comunicação, organismos internacionais e organizações da sociedade civil voltadas para os direitos da população negra e das mulheres.
Midiã é fundadora e diretora-geral do Instituto Commbne, organização voltada à comunicação estratégica com foco na justiça racial e na valorização da perspectiva afrodiaspórica. Trabalhou como consultora em agências da ONU, como o UNFPA e o PNUD. Também atuou na administração pública federal e em organizações do movimento negro.
No campo da sociedade civil, foi coordenadora de comunicação da Iniciativa Negra por uma Nova Política sobre Drogas, contribuindo para ações de advocacy e comunicação estratégica voltadas à justiça racial e à reforma das políticas de drogas. No Instituto CEAFRO, colaborou com a elaboração de projetos e atividades de enfrentamento ao racismo por meio da educação. Foi também responsável pelas estratégias de comunicação institucional do Programa Corra Pro Abraço, vinculado a políticas públicas de redução de danos.
Foi também uma das lideranças negras aceleradas pelo Programa Marielle Franco, do Fundo Baobá e da Fundação Kellogg.
Em 2023, coordenou a elaboração do Plano Nacional de Comunicação pela Igualdade Racial na Administração Pública Federal, como consultora contratada pela UNESCO, em parceria com a Secretaria de Comunicação da Presidência da República e o Ministério da Igualdade Racial.
Midiã também foi colunista e repórter do Jornal Correio, onde apresentou o programa Conexões Negras. Atuou ainda como repórter do portal de notícias G1, com cobertura do Carnaval da Bahia nos anos de 2012, 2013 e 2015, produzindo matérias, entrevistas e reportagens fotográficas para a editoria especial do evento. 

## Atuação e reconhecimento
A jornalista ministra cursos e palestras sobre comunicação antirracista, mobilização social e estratégias de combate à desinformação. Em 2021, foi incluída na lista do prêmio Bantumen Powerlist 100, que reconhece pessoas de destaque no campo da comunicação. É idealizadora do Prêmio Jacira da Silva, que reconhece comunicadoras negras em atuação no Brasil.

## Obras principais
- Depois da Base: Correlações entre Cultura e Violência nos Cotidianos de Jovens Negros do Calabar – Dissertação de mestrado defendida na UFBA, em 2018.
- Comunicação Antirracista: Um Guia para se Comunicar com Todas as Pessoas, em Todos os Lugares. São Paulo: Editora Planeta, 2025.[17][18]
- Plano Nacional de Comunicação pela Igualdade Racial – Publicação da SECOM-PR e MIR, com apoio da UNESCO (coautora).
- Vozes da Améfrica Ladina[19] – Coorganizadora.
- RG Quilombola, posteriormente alterado para Ser Quilombola (2010), Faculdade Social da Bahia. Disponível no YouTube.[20]

## Principais ideias
Midiã Noelle é a formuladora de uma definição própria de comunicação antirracista, elaborada a partir de sua atuação como jornalista e pesquisadora. Segundo ela:
No enfrentamento ao racismo, baseia-se no respeito à historiografia africana e afrodiaspórica e utiliza elementos dos campos da estética, semiótica e outras linguagens e modos de produção de sentidos, para a construção, desconstrução e/ou reconstrução das percepções sobre pessoas negras. Além disso, considera as intersecções raciais a partir de marcadores sociais, como gênero, geração, deficiências, entre outros.
Em entrevista ao Brasil de Fato, ela afirmou:
Mais do que nunca a gente está nesse momento de entender que a comunicação antirracista também é combater desinformação, é combater fake news, é fortalecer os direitos das pessoas que são enganadas de forma muito fácil.
Ela também ressaltou que “comunicação antirracista tem que ser antipunitivista, antiproibicionista e anticapacitista”, segundo entrevista ao Correio Braziliense.
A publicação O Grito! destaca que a obra propõe “reflexões e estratégias práticas para uma comunicação mais inclusiva e livre de preconceitos, com foco na superação das hierarquias sociais na mídia”.